# دوران (متجهات)

مثال لحقل متجهي له دوران منتظم، مشابه لمائع يدور حول نقطة مركزية.

الدوران أو اللف ورمزه :{\displaystyle \nabla \times } مؤثر تفاضلي يصف دورانية حقل متجهي ثلاثي الأبعاد. علما أن دوران متجه ما هو كذلك متجه تعبر خصائصه عن مدى دوران الحقل عند أي نقطة ويعد جيمس كلارك ماكسويل أول من قدم فكرة دوران المتجهات. ويجوز أن يعبر عن الدوران برموز مختلفة لكن أكثرها شيوعا هو ما ذكر آنفا ومن رموزه {\displaystyle {\overrightarrow {\mathrm {curl} }}\ {\overrightarrow {A}}\ } أو {\displaystyle {\overrightarrow {\mathrm {rot} }}\ {\overrightarrow {A}}\ } أو {\displaystyle {\boldsymbol {\nabla }}\wedge {\boldsymbol {A}}} أو {\displaystyle {\boldsymbol {\nabla }}\times {\boldsymbol {A}}} أو {\displaystyle {\overrightarrow {\nabla }}\wedge {\overrightarrow {A}}} أو {\displaystyle {\overrightarrow {\nabla }}\times {\overrightarrow {A}}} 
. في حال كان دوران الحقل المتجهي صفرا فإن الحقل المتجهي حينها يعد حقلا متجهيا لادورانيا والحقل اللادوراني هو بالضرورة حقل محافظ (أو احتفاظي) (على سبيل المثال المجال الكهربائي الساكن) كما يدعى كذلك مجال متجهي ملفي وأيضا مجال متجهي لابلاسي لإنه يحقق معادلة لابلاس.
علما أن تباعد أي دوران لأي مجال متجهي يساوي صفر.

## التعريف الرياضي
يعرف دوران المتجه عموما بإنه
{\displaystyle (\nabla \times \mathbf {F} )\cdot \mathbf {\hat {n}} \ {\overset {\underset {\mathrm {def} }{}}{=}}\lim _{A\to 0}{\frac {1}{|A|}}\oint _{C}\mathbf {F} \cdot d\mathbf {r} }
حيث ∮C F ⋅ dr هو تكامل خطي على طول حدود المنطقة المعنية، و |A| هو مقدار المنطقة.
أما في الإحداثيات الديكارتية ثلاثية الأبعاد فيعرض بالصيغة التالية.
{\displaystyle {\begin{vmatrix}\mathbf {i} &\mathbf {j} &\mathbf {k} \\\\{\frac {\partial }{\partial x}}&{\frac {\partial }{\partial y}}&{\frac {\partial }{\partial z}}\\\\F_{x}&F_{y}&F_{z}\end{vmatrix}}}
حيث ترمز i, j, و k إلى متجه الوحدة لمحاور x, y و z, على التعاقب. ويمكن تفكيها إلى:
{\displaystyle \left({\frac {\partial F_{z}}{\partial y}}-{\frac {\partial F_{y}}{\partial z}}\right)\mathbf {i} +\left({\frac {\partial F_{x}}{\partial z}}-{\frac {\partial F_{z}}{\partial x}}\right)\mathbf {j} +\left({\frac {\partial F_{y}}{\partial x}}-{\frac {\partial F_{x}}{\partial y}}\right)\mathbf {k} }

## العمليات على المتجهات
يدرس التفاضل الشعاعي العديد من العمليات التفاضلية معرفة في الحقل الشعاعي أو السلمي، والتي يعبر عنها غالباً على شكل معامل نابلا -Nabla- ({\displaystyle \nabla }). العمليات الرئيسية الأربعة في التفاضل الشعاعي هي:
| العملية           | الترميز                                                                        | الوصف                                                      | المجال                                |
| ----------------- | ------------------------------------------------------------------------------ | ---------------------------------------------------------- | ------------------------------------- |
| تدرج Gradient     | {\displaystyle \operatorname {grad} (f)=\nabla f}                              | تقيس معدل وجهة التغير في الحقل السلمي.                     | تسقط الحقل السلمي على الحقل الشعاعي.  |
| دوران Curl        | {\displaystyle \operatorname {curl} (\mathbf {F} )=\nabla \times \mathbf {F} } | يقيس قابلية الدوران حول نقطة في الحقل الشعاعي.             | يسقط الحقل الشعاعي على الحقل الشعاعي. |
| تباعد Divergence  | {\displaystyle \operatorname {div} (\mathbf {F} )=\nabla \cdot \mathbf {F} }   | يقيس ميل المصدر أو المصرف عند نقطة معينة في الحقل الشعاعي. | يسقط الحقل الشعاعي على الحقل السلمي.  |
| لابلاسي Laplacian | {\displaystyle \Delta f=\nabla ^{2}f=\nabla \cdot \nabla f}                    | مركب من عمليتي التباعد والتدرج.                            | يسقط الحقل السلمي على الحقل السلمي.   |

## طالع أيضًا
- مبرهنة ستوكس
- مبرهنة كلفن-ستوكس